# Richard Sternfeld
Richard Sternfeld est un herpétologiste allemand né en 1884 à Bielefeld et mort en 1943 à Auschwitz.
Il a dirigé la section herpétologie du Muséum Senckenberg.

## Taxons nommés en son honneur
- Phrynobatrachus sternfeldi (Ahl, 1924)
- Trioceros sternfeldi (Rand, 1963)

## Quelques taxons décrits
- Batrachylodes wolfi (Sternfeld, 1920)
- Bothriopsis medusa (Sternfeld, 1920)
- Cnemaspis quattuorseriata (Sternfeld, 1912)
- Cryptoblepharus africanus (Sternfeld, 1918)
- Cryptoblepharus aldabrae (Sternfeld, 1918)
- Cryptoblepharus australis (Sternfeld, 1918)
- Cryptoblepharus caudatus (Sternfeld, 1918)
- Cryptoblepharus pulcher (Sternfeld, 1918)
- Cryptoblepharus voeltzkowi (Sternfeld, 1918)
- Ctenotus leonhardii (Sternfeld, 1905)
- Ctenotus quattuordecimlineatus (Sternfeld, 1919)
- Cynisca schaeferi (Sternfeld, 1912)
- Dasypeltis atra Sternfeld, 1912
- Dipsadoboa brevirostris (Sternfeld, 1908)
- Emoia boettgeri (Sternfeld, 1918)
- Geocalamus acutus Sternfeld, 1912
- Gerrhopilus depressiceps (Sternfeld, 1913)
- Kassina maculosa (Sternfeld, 1917)
- Kinyongia adolfifriderici (Sternfeld, 1912)
- Lamprophis erlangeri (Sternfeld, 1908)
- Leptosiaphos graueri (Sternfeld, 1912)
- Lerista desertorum (Sternfeld, 1919)
- Letheobia gracilis (Sternfeld, 1910)
- Letheobia graueri (Sternfeld, 1912)
- Liopholis striata (Sternfeld, 1919)
- Lygodactylus scheffleri Sternfeld, 1912
- Micrelaps bicoloratus Sternfeld, 1908
- Namibiana labialis (Sternfeld, 1908)
- Namibiana latifrons (Sternfeld, 1908)
- Palmatorappia solomonis (Sternfeld, 1920)
- Panaspis quattuordigitata (Sternfeld, 1912)
- Pedioplanis breviceps (Sternfeld, 1911)
- Pogona minor (Sternfeld, 1919)
- Scelotes schebeni Sternfeld, 1910
- Simoselaps anomalus (Sternfeld, 1919)
- Tiliqua multifasciata Sternfeld, 1919
- Toxicocalamus buergersi (Sternfeld, 1913)
- Toxicocalamus preussi (Sternfeld, 1913)
- Trachylepis boulengeri (Sternfeld, 1911)
- Trioceros schubotzi (Sternfeld, 1912)
- Tympanocryptis centralis Sternfeld, 1925
- Typhlops platyrhynchus Sternfeld, 1910
- Typhlops zenkeri Sternfeld, 1908